# Toshio Irie
Toshio Irie (n. 5 noiembrie 1911, Takatsuki, Japonia – d. 8 mai 1974, Takatsuki, Japonia) a fost un înotător japonez, medaliat olimpic. A participat la o ediție a Jocurilor Olimpice (1932) în care a câștigat o medalie de argint.